# Омокаро, Брайт
Брайт Омокаро (англ. Bright Omokaro; 24 февраля 1965) — нигерийский футболист, защитник. Серебряный призёр Кубка африканских наций 1988 и участник летних Олимпийских игр 1988 года.

## Биография
Брайт Омокаро родился 24 февраля 1965 года.
В 1988 году выступал в клубе чемпионата Нигерии — «Флэш Фламингос».
В составе национальной сборной Нигерии выступал с 1984 года по 1989 год, проведя в составе сборной 5 игр. В марте 1988 года был заявлен для участия в Кубке африканских наций в Марокко. Нигерия дошла до финала, однако в решающей игре уступила Камеруну с минимальным счётом (0:1). Брайт Омокаро сыграл в 6 играх.
В сентябре 1988 года главный тренер олимпийской сборной Нигерии Манфред Хонер вызвал Брайта на летние Олимпийские игры в Сеуле. В команде он получил 14 номер. В своей группе нигерийцы заняли последнее четвёртое место, уступив Югославии, Австралии и Бразилии. Омокаро сыграл лишь в одной игре на турнире.
В 2011 году возглавлял нигерийскую команду «Дельта Форс».

## Достижения
- Серебряный призёр Кубка африканских наций (1): 1988